# الجبهة الشرقية (الحرب العالمية الأولى)

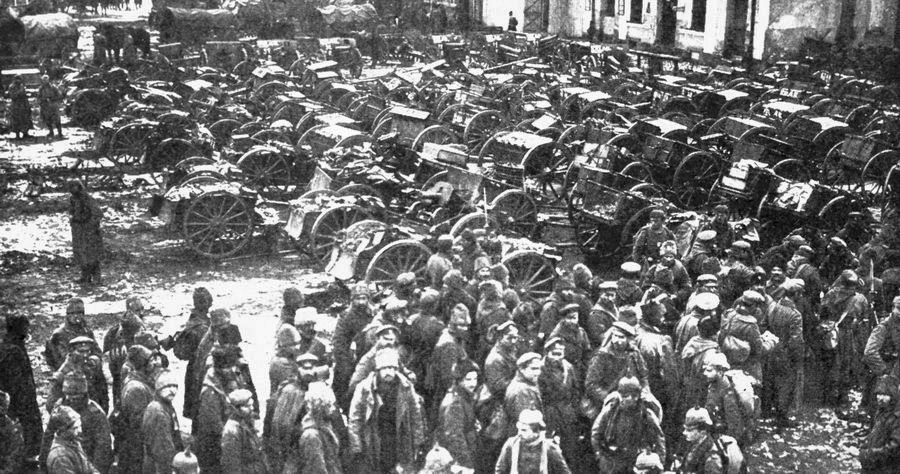
أسرى حرب روس في تاننبرغ

كانت الجبهة الشرقية أو المسرح الشرقي للحرب العالمية الأولى مسرح العمليات الذي شمل في امتداده الأكبر كامل الحدود بين الإمبراطورية الروسية ورومانيا من جهة والإمبراطورية النمساوية المجرية وبلغاريا والإمبراطورية العثمانية والإمبراطورية الألمانية من الجهة الأخرى. امتد مسرح الحرب من بحر البلطيق في الشمال حتى البحر الأسود في الجنوب، شاملًا معظم أوروبا الشرقية، وامتد أيضًا في عمق أوروبا الوسطى. يتعارض المصطلح مع «الجبهة الغربية»، التي كانت تُخاض في بلجيكا وفرنسا.
خلال عام 1910، طور الجنرال الروسي يوري دانيلوف «الخطة 19» التي ستتعرض بموجبها بروسيا الشرقية في وقت لاحق لغزو من قبل أربعة جيوش. وُجهت انتقادات لهذه الخطة من ناحية أن الإمبراطورية النمساوية المجرية قد تمثل خطرًا أكبر من الخطر الذي تشكله الإمبراطورية الألمانية. وهكذا عوضًا عن أن تُغزا بروسيا الشرقية من قبل أربعة جيوش، خطط الروس لإرسال جيشين إلى بروسيا الشرقية وجيشين لمواجهة الغزو الذي تشنه القوات النمساوية المجرية من مملكة غاليسيا ولودوميريا. في الأشهر الأولى للحرب، حاول الجيش الإمبراطوري الروسي شن غزو لبروسيا الشرقية في الجبهة الشمالية الغربية، إلا أنه تعرض لهزيمة من قبل الألمان في معركة تاننبرغ بعد نجاح أولي كان قد حققه. في الوقت نفسه، جنوبًا، تمكن من هزيمة القوات النمساوية المجرية في معركة غاليسيا. في بولندا الروسية، أخفق الألمان في الاستيلاء على وارسو. ولكن بحلول عام 1915، كان الجيش النمساوي المجري والجيش الألماني يحققان تقدمًا بعد أن أنزلوا بالروس خسائر فادحة في معركة غورليس تارنو في بولندا وأرغموهم على الانسحاب. خُلع الدوق الكبير نيكولاي نيكولايفيتش من منصبه كقائد للجيش وحل محله القيصر بنفسه. في عام 1916 باءت هجمات عديدة ضد الألمان بالفشل، من بينها هجوم ناروتش وهجوم بارانوفيتشي. غير أن الجنرال أليكسي بروسيلوف أشرف على عملية حققت نجاحًا عظيمًا ضد النمساويين المجريين باتت تُعرف بهجوم بروسيلوف الذي شهد تحصيل الجيش الروسي لمكاسب عظيمة. 
دخلت مملكة رومانيا الحرب في شهر أغسطس من عام 1916. وعد الحلف الثلاثي بإقليم ترانسلفانيا (الذي كان جزءًا من النمسا والمجر) مقابل الدعم الروماني. غزا الجيش الروماني ترانسلفانيا وحقق نجاحًا أوليًا، إلا أنه أُرغم على التوقف والعودة أدراجه من قبل الألمان والنمساويين المجريين حين هاجمتهم بلغاريا في الجنوب. في الوقت نفسه، وقعت ثورة في روسيا في فبراير من عام 1917 (كانت المصاعب التي تسببت بها الحرب واحدًا من الأسباب العديدة لتلك الثورة). أُرغم القيصر نيكولاي الثاني على التنحي وشُكلت حكومة روسية مؤقتة، كان جورجي لفوف أول قادتها واستُبدل في نهاية المطاف بأليكساندر كيرنسكي.
واصلت الجمهورية الروسية المؤسسة حديثًا خوضها للحرب إلى جانب رومانيا وبقية الحلف الثلاثي بشكل عابر. فقد أطاح البلاشفة بها في أكتوبر 1917. وقّعت الحكومة الجديدة التي أسسها البلاشفة معاهدة برست ليتوفسك مع قوى المحور، الأمر الذي أخرجها من الحرب وقدم تنازلات إقليمية كبيرة لألمانيا. أُرغمت رومانيا أيضًا على الاستسلام ووقعت اتفاقية بوخارست، وألغيت كلتا المعاهدتين مع استسلام قوى المحور في نوفمبر من عام 1918.

## الجغرافيا
كانت الجبهة في الشرق أطول بكثير من الجبهة الغربية. تحدد مسرح الحرب تقريبًا بنهر البلطيق في الغرب ومدينة مينسك في الشرق، وسان بطرسبرغ في الشمال والبحر الأسود في الجنوب، وهي مسافة تزيد عن 1,600 كيلو متر (990 ميل). وقد كان لذلك أثر هائل على الحرب.
في حين تطورت الحرب على الجبهة الغربية إلى حرب الخنادق، كانت خطوط المعركة على الجبهة الشرقية أكثر ميوعة ولم تتطور خنادق بشكل فعلي على الإطلاق. كان ذلك لأن الطول الأكبر للجبهة ضمن أن تكون كثافة الجنود في الخط أقل وبالتالي كان من السهل كسر الخط. وحالما كُسر، جعلت شبكات الاتصال المتناثرة من الصعب على المدافعين الإسراع بالتعزيزات إلى نقطة انكسار الخط، الأمر الذي جعل الهجمات المضادة السريعة تتصاعد بهدف إغلاق أي اختراق.

## البروباغاندا
كانت البروباغاندا مكونًا رئيسيًا لثقافة الحرب العالمية الأولى. وعادة ما انتشرت عبر وسائل الإعلام المملوكة من قبل الدولة وساهمت في تعزيز النزعة القومية والوطنية داخل البلدان. على الجبهة الشرقية، اتخذت البروباغاندا صيغًا عديدة كالأوبرا والأفلام والخيال التجسسي والمسرح وروايات الحرب والفن الغرافي. على امتداد الجبهة الشرقية تفاوتت كمية البروباغاندا المستخدمة من دولة لأخرى. اتخذت البروباغاندا صيغًا عديدة داخل كل بلد وكانت قد نُشرت عبر عديد من الجماعات المختلفة. كان خلق الدولة للبروباغاندا الأمر الأكثر شيوعًا، إلا أنها أُنتجت أيضًا عبر جماعات أخرى، كالمنظمات المناهضة للحرب. 

## الأوضاع الأولية في الدول المتحاربة

### ألمانيا
قبل اندلاع الحرب، كانت الاستراتيجية الألمانية تستند بصورة تامة تقريبًا إلى خطة شليفن. ومع سريان الاتفاقية الفرنسية الروسية، أدركت ألمانيا أن الحرب مع أي من هاتين الدولتين المحاربتين ستعني الحرب مع الدولة الأخرى، مما كان سيعني حربًا في كل من الشرق والغرب. ولذلك وضعت هيئة الأركان العامة الألمانية، بقيادة ألفرد فون شليفين وبعده هيلموت فون مولتكه الأصغر، خطة حرب برية شاملة وخاطفة على الجبهة الغربية لاحتلال فرنسا، وعند تحقيق النصر، ستوجه ألمانيا أنظارها نحو روسيا في الشرق.
اعتقد شليفن أن روسيا لن تكون على استعداد أو راغبة بالتحرك ضد ألمانيا وشن هجوم عليها نظرًا إلى الخسائر الفادحة في العتاد العسكري التي تكبدتها روسيا في الحرب الروسية اليابانية لعامي 1904-1905 وقلة كثافتها السكانية وافتقارها للسكك الحديدية.
على العكس من ذلك، اعتقدت البحرية الألمانية أن النصر قد يكون حليفها ضد بريطانيا في حال حياد روسيا، وهو الأمر الذي كان مولتكه يدرك عدم إمكانيته.

### رومانيا
في السنوات التي سبقت الحرب العالمية الأولى مباشرة، دخلت مملكة رومانيا في حرب البلقان الثانية إلى جانب صربيا والجبل الأسود واليونان والإمبرطوارية العثمانية ضد بلغاريا. أنهت اتفاقية بوخارست، التي وُقعت في 10 أغسطس 1913، نزاع البلقان وأضافت 6,960 كيلو مترًا مربعًا إلى الأراضي الرومانية. على الرغم من جهوزيتها العسكرية، قررت رومانيا تبني سياسة حياد مع بداية الحرب العالمية الأولى، بشكل رئيسي نظرًا إلى امتلاكها مصالح إقليمية في كل من النمسا المجر (ترانسلفانيا وبوكوفينا) وفي روسيا (بيسارابيا). إلا أن تأثيرات ثقافية قوية كان لها أثر على الميول الرومانية. أظهر الملك كارول الأول، بصفته هوهنتسولرن زيغمارينغن، محاباة لجذوره الألمانية في حين أن الشعب الروماني، الذي كان تحت سيطرة الكنيسة الأورثوذوكسية ولغة بأساس لاتيني، كان ميالًا إلى الانضمام إلى فرنسا. ربما كانت لتثمر محاولات الملك كارول في دخول الحرب إلى جانب قوى المحور لولا وفاته في عام 1914، إلا أن خيبة الأمل الرومانية تجاه النمسا والمجر قد أثرت بالفعل على الرأي العام والرأي السياسي. كان التأييد الفرنسي للإجراء الروماني ضد بلغاريا، ودعم شروط معاهدة بوخارست فعالين بشكل خاص في ميل رومانيا نحو الحلف الثلاثي. وعلاوة على ذلك، كانت مغازلة الروس للعواطف الرومانية، والتي تجسدت في زيارة القيصر إلى كونستانتا في 14 يونيو 1914، إيذانًا ببدء حقبة جديدة من العلاقات الإيجابية بين البلدين. ومع ذلك، حافظ ملك رومانيا فيرديناند الأول على سياسة الحياد، بهدف تحقيق أقصى استفادة لرومانيا عبر التفاوض بين القوى المتنافسة. 

## الجبهة الشرقية في 1914
قامت روسيا بأعمال التعبئة السريعة في أغسطس من عام 1914، وذلك في محاولة منها لتخفيف الضغط على فرنسا في الجبهة الغربية. وكنتيجة لذلك تم تحقيق مكاسب مبكرة، حيث تقدمت القوات الروسية إلى شرق بروسيا وجاليسيا (الركن الشمالي الشرقي من إمبراطورية النمسا والمجر). وقد كان لهذا التحرك أثره على المدى القصير، مما جعل الألمان يسحبون أربع فرق من بلجيكا ويوجهونها إلى الجبهة الشرقية. إلا أن الأحداث أوضحت أن روسيا قد دخلت الحرب دون إعداد كافٍ. وبدأت الكوارث قبل نهاية الشهر، وقد ساعد على ذلك عدة عوامل منها أن الجيش الروسي في شرق بروسيا كان يعاني من سوء التغذية والإجهاد. كما أن بعض القادة الروس قد تهاونوا وأرسلوا عدة رسائل لاسلكية غير مشفرة تمكن الألمان من التقاطها. وكانت النتيجة هي تمكن قوة ألمانية صغيرة من إحكام حركة التفاف قوية حول الروس في تاننبرج في الفترة 26-28 أغسطس، وقد تم تدمير نصف الجيش الروسي الموجود في تلك المنطقة وأسر نحو 92000 رجل، وقد انتحر القائد الروسي ألكسندر سامسونوف بإطلاق النار على نفسه.
وفي اتجاه الجنوب كانت روسيا قد حققت نصرًا محدودًا استمر لفترة وجيزة أثناء غزوها لمملكة النمسا والمجر. ولكن مع نهاية عام 1914 كانت أغلبية منطقة جاليسيا لا تزال تحت سيطرتهم. وفي الجنوب أيضًا ثبت للنمساويين عدم فاعلية محاولتهم لسحق جارتهم الصغيرة صربيا في ذلك الصراع الإقليمي الذي تسبب في الحرب العالمية الأولى.
وقد بدأت الحملات الإقليمية في منتصف شهر أغسطس عندما غزا الجيش النمساوي الصرب، إلا أنه انسحب خلال أسبوعين أمام الصغط الصربي بعد أن خسر نحو 50000 رجل. وبعد ثلاثة أشهر حدث هجوم آخر أكثر نجاحًا، حيث تمكن النمساويون من احتلال بلغراد لمدة أسبوعين بداية من 30 نوفمبر، لكن مع نهاية العام تمكن الصرب من استعادة تلك الأراضي.
وعلى الرغم من كثرة التحركات على الجبهة الشرقية، وخاصة في السهول المفتوحة بين ألمانيا وروسيا، إلا أن النتائج التي تحققت مع نهاية العام الأول من الحرب (1914) تشير أيضًا إلى أن هذه الجبهة لن يتحقق بها نصر سريع، حيث بدأ الجانبان في البحث عن حلفاء جدد.

## وصلات خارجية
- WWI Eastern Front Foto.
- WWI Eastern Front Part II
- With the Russian army, 1914–1917 by ألفرد نوكس
- War And Revolution In Russia 1914–1917 by General Basil Gourko.
- WWI German Military Cemeteries in Belarus modern photos by Andrey Dybowski (rus).
- Der Vormarsch der Flieger Abteilung 27 in der Ukraine (The advance of Flight Squadron 27 in the Ukraine). This portfolio, comprising 263 photographs mounted on 48 pages, is a photo-documentary of the German occupation and military advances through the southern Ukraine in the spring and summer of 1918.